# Tatankacephalus cooneyorum
 Tatankacephalus cooneyorum  es la única especie conocida del género extinto  Tatankacephalus (gr.+tkl. “cabeza de bisonte”)  de dinosaurio ornitisquio anquilosáurido, que vivió a mediados del período Cretácico, hace aproximadamente 108,5 millones de años durante el Albiense, en lo que es hoy Norteamérica. Sus restos se encontraron en la Formación Cloverly en el centro de Montana, EE. UU. durante los años de 1996, 1997 y 1998. La especie tipo es T. cooneyorum, descrita por  William L. Parsons y Kirsten Parsons en 2009. El nombre genérico deriva del término en lengua lakota Oglala tatanka, "bisonte" y del griego kephale, "cabeza". El nombre específico hace honor a la familia de John Patrick Cooney. El holotipo es MOR 1073, un cráneo parcial que se estima en un largo total de 32 centímetros completo, le falta la mandíbula y el frente del hocico. Además se han recuperado algunas costillas, osteodermos y dientes. Se piensa que el espécimen era un adulto.
Según los autores el fósil no ha sido deformado por la compresión, permitiendo distinguirlo de Sauropelta edwardsorum, el otro anquilosauriano encontrado en la misma formación. La cabeza es abovedada y las órbitas oculares están completamente cerradas. Un borde grande de hueso pasaba transversalmente a través de la parte posterior de la cabeza. El cráneo fósil en sí mismo no tenía dientes, pero un diente fue encontrado, careciendo del cíngulo. Dos osteodermos fueron encontrados, y uno de ellos estaba intacto. Tiene una longitud de 137 milímetros y un ancho de 115 mm, siendo hueco y cónico. Su longitud corporal total se ha estimado en 7 metros.
Un análisis cladistico demostró que Tatankacephalus era un miembro basal de Ankylosauridae y estrechamente vinculado con Gastonia. Los rasgos basales incluyen la retención de dientes premaxilares en la parte frontal de las mandíbulas superiores y una abertura en el cráneo, y la fenestra temporal lateral, que no estaba cubierta por la armadura del cráneo. Un análisis cladístico posterior realizado por Thompson et al., 2011 sugiere que Tatankacephalus es un nodosáurido basal.